# أندي لوتو
أندي لوتو هو مقدم تلفزيوني وطاهي ومخرج وممثل إيطالي وأمريكي، ولد في 30 يوليو 1950 بنيويورك في الولايات المتحدة.

## وصلات خارجية
- أندي لوتو على موقع IMDb (الإنجليزية)
- أندي لوتو على موقع ألو سيني (الفرنسية)
- أندي لوتو على موقع أول موفي (الإنجليزية)
- أندي لوتو على موقع قاعدة بيانات الأفلام السويدية (السويدية)
- أندي لوتو على موقع ديسكوغز (الإنجليزية)
- أندي لوتو على موقع قاعدة بيانات الفيلم (الإنجليزية)
- أندي لوتو على موقع كينوبويسك (الروسية)